# Csang Suaj
 Kínai név: vezetéknév: Csang; utónév: Suaj
Csang Suaj (Zhang Shuai ( 张帅 / 張帥, Csang Suaj), a nemzetközi szakirodalomban Zhang Shuai) (Tiencsin (Tianjin), 1989. január 21. –) párosban kétszeres Grand Slam-győztes kínai teniszezőnő, olimpikon.
2003-ban kezdte profi pályafutását, amelynek során három egyéni és 15 páros WTA-tornagyőzelmet aratott, emellett két egyéni és két páros WTA 125K-, valamint 23 egyéni és 8 páros ITF-torna győztese. A Grand Slam-tornákon a legjobb eredményét egyéniben a 2016-os Australian Openen érte el, ahol a kvalifikációból negyeddöntőig jutott, legyőzve az első fordulóban a második kiemelt Simona Halepet, majd a 4. körben a 15. kiemelt, előző évi elődöntős Madison Keyst, és csak a negyeddöntőben szenvedett vereséget Konta Johannától. Negyeddöntőbe jutott még a 2019-es wimbledoni teniszbajnokságon is. Párosban a legjobb eredménye az ausztrál Samantha Stosur párjaként a 2019-es Australian Openen, valamint a 2021-es US Openen elért győzelem.
Legjobb világranglista helyezése egyéniben a 2023. január 16-án elért 22. hely, párosban 2022. július 11-én a 2. helyen állt. 2016-ban a világranglistán legelőkelőbb helyen álló kínai teniszezőnő volt.

## Grand Slam döntői

### Páros

#### Győzelmei (2)
| Év   | Helyszín        | Partner         | Ellenfelek a döntőben           | Eredmény a döntőben |
| 2019 | Australian Open | Samantha Stosur | Babos Tímea Kristina Mladenovic | 6–3, 6–4            |
| 2021 | US Open         | Samantha Stosur | Cori Gauff Catherine McNally    | 6–3, 3–6, 6–3       |

#### Elveszített döntői (2)
| Év   | Bajnokság                  | Borítás             | Partner                            | Ellenfél                              | Eredmény |
| ---- | -------------------------- | ------------------- | ---------------------------------- | ------------------------------------- | -------- |
| 2022 | Wimbledoni teniszbajnokság | Fű                  | Elise Mertens                      | Barbora Krejčíková Kateřina Siniaková | 2–6, 4–6 |
| 2024 | US Open                    | Kristina Mladenovic | Ljudmila Kicsenok Jeļena Ostapenko | 4–6, 3–6                              |          |

## WTA döntői

### Egyéni

#### Győzelmei (3)
| Összesítés            |                               |
| Grand Slam-torna (0)  |                               |
| Premier Mandatory (0) | WTA 1000 (mandatory)* (0)     |
| Premier Five (0)      | WTA 1000 (non-mandatory)* (0) |
| Premier (0)           | WTA 500* (0)                  |
| International (2)     | WTA 250* (1)                  |

*2021-től megváltozott a tornák kategóriáinak elnevezése.
|    | Dátum                | torna                                        | Borítás    | Ellenfél a döntőben | Döntő eredménye |
| 1. | 2013. szeptember 22. | Guangzhou International Women’s Open, Kanton | Kemény     | Vania King          | 7–6(1), 6–1     |
| 2. | 2017. szeptember 24. | Guangzhou International Women’s Open, Kanton | Kemény     | Aleksandra Krunić   | 6–2, 3–6, 6–2   |
| 3. | 2022. március 6.     | Lyon Open, Lyon                              | Kemény (f) | Dajana Jasztremszka | 3–6, 6–3, 6–4   |

#### Elveszített döntői (3)
|    | Dátum            | torna                                 | Borítás | Ellenfél a döntőben | Döntő eredménye |
| 1. | 2020. január 18. | Moorilla Hobart International, Hobart | Kemény  | Jelena Ribakina     | 6–7(7), 3–6     |
| 2. | 2021. június 13. | Nottingham Open, Nottingham           | Fű      | Konta Johanna       | 2–6, 1–6        |
| 3. | 2022. június 19. | Birmingham Classic, Birmingham        | Fű      | Beatriz Haddad Maia | 4–5 feladta     |

### Páros

#### Győzelmei (15)
| Összesítés            |                               |
| Grand Slam-torna (2)  |                               |
| Premier Mandatory (0) | WTA 1000 (mandatory)* (0)     |
| Premier Five (0)      | WTA 1000 (non-mandatory)* (1) |
| Premier (0)           | WTA 500* (3)                  |
| International (7)     | WTA 250* (2)                  |

*2021-től megváltozott a tornák kategóriáinak elnevezése.
| No. | Dátum                | torna                                                  | Borítás    | Partner             | Ellenfél                               | Eredmény            |
| --- | -------------------- | ------------------------------------------------------ | ---------- | ------------------- | -------------------------------------- | ------------------- |
| 1.  | 2011. október 10.    | HP Open, Oszaka, Japán                                 | Kemény     | Date Kimiko         | Vania King Jaroszlava Svedova          | 7–5, 3–6, [11–9]    |
| 2.  | 2012. május 5.       | Estoril Open, Estoril, Portugália                      | Salak      | Csuang Csia-zsung   | Jaroszlava Svedova Galina Voszkobojeva | 4–6, 6–1, [11–9]    |
| 3.  | 2012. szeptember 22. | Guangzhou International, Kanton, Kína                  | Kemény     | Tamarine Tanasugarn | Jarmila Gajdošová Monica Niculescu     | 2–6, 6–2, [10–8]    |
| 4.  | 2014. február 2.     | PTT Pattaya Open, Pattaja, Thaiföld                    | Kemény     | Peng Suaj           | Alla Kudrjavceva Anastasia Rodionova   | 3–6, 7–6(5), [10–6] |
| 5.  | 2018. április 29.    | Istanbul Cup, Isztambul, Törökország                   | Salak      | Liang Csen          | Xenia Knoll Anna Smith                 | 6–4, 6–4            |
| 6.  | 2018. szeptember 16. | Japan Women's Open, Hirosima, Japán                    | Kemény     | Hozumi Eri          | Kató Miju Ninomija Makoto              | 6–2, 6–4            |
| 7.  | 2018. október 14.    | Hong Kong Open, Hongkong                               | Kemény     | Samantha Stosur     | Aojama Súko Lidzija Marozava           | 6–4, 6–4            |
| 8.  | 2019. január 25.     | Australian Open, Melbourne                             | Kemény     | Samantha Stosur     | Babos Tímea Kristina Mladenovic        | 6–3, 6–4            |
| 9.  | 2021. augusztus 22.  | Cincinnati Open, Mason                                 | Kemény     | Samantha Stosur     | Gabriela Dabrowski Luisa Stefani       | 7–5, 6–3            |
| 10. | 2021. szeptember 12. | US Open, New York                                      | Kemény     | Samantha Stosur     | Cori Gauff Catherine McNally           | 6–3, 3–6, 6–3       |
| 11. | 2021. szeptember 26. | Ostrava Open, Ostrava                                  | Kemény (f) | Szánija Mirza       | Kaitlyn Christian Erin Routliffe       | 6–3, 6–2            |
| 12. | 2022. június 12.     | Nottingham Open, Nottingham                            | Fű         | Beatriz Haddad Maia | Caroline Dolehide Monica Niculescu     | 7–6(2), 6–3         |
| 13. | 2023. február 12.    | Abu Dhabi Open, Abu-Dzabi                              | Kemény     | Luisa Stefani       | Aojama Súko Csan Hao-csing             | 3–6, 6–2, [10–8]    |
| 14. | 2024. október 27.    | Guangzhou Open, Kanton, Kína                           | Kemény     | Kateřina Siniaková  | Katarzyna Piter Stollár Fanny          | 6–4, 6–1            |
| 15. | 2025. július 27.     | Washington Open, Washington, Amerikai Egyesült Államok | Kemény     | Taylor Townsend     | Caroline Dolehide Sofia Kenin          | 6–1, 6–1            |

#### Elveszített döntői (19)
| No. | Dátum                | torna                                             | Borítás    | Partner                   | Ellenfél                                      | Eredmény                |
| --- | -------------------- | ------------------------------------------------- | ---------- | ------------------------- | --------------------------------------------- | ----------------------- |
| 1.  | 2012. február 26.    | Monterrey Open, Monterrey, Mexikó                 | Kemény     | Date Kimiko               | Sara Errani Roberta Vinci                     | 2–6, 6–7(6)             |
| 2.  | 2013. március 3.     | Malaysian Open, Kuala Lumpur, Malajzia            | Kemény     | Janette Husárová          | Aojama Súko Csang Kaj-csen                    | 7–6(4), 6–7(4), [12–14] |
| 3.  | 2013. október 13.    | HP Open, Oszaka, Japán                            | Kemény     | Samantha Stosur           | Kristina Mladenovic Flavia Pennetta           | 4–6, 3–6                |
| 4.  | 2014. január 11.     | Moorilla Hobart International, Hobart, Ausztrália | Kemény     | Lisa Raymond              | Monica Niculescu Klára Zakopalová             | 2–6, 7–6(5), [8–10]     |
| 5.  | 2017. június 25.     | AEGON Classic, Birmingham, Nagy-Britannia         | Fű         | Csan Hao-csing            | Ashleigh Barty Casey Dellacqua                | 1-6, 6–2, [8–10]        |
| 6.  | 2017. november 5.    | WTA Elite Trophy, Csuhaj, Kína                    | Kemény (f) | Lu Csing-csing            | Tuan Jing-jing Han Hszin-jün                  | 2-6, 1–6                |
| 7.  | 2019. március 31.    | Miami Open, Miami                                 | Kemény     | Samantha Stosur           | Elise Mertens Arina Szabalenka                | 6–7(5), 2–6             |
| 8.  | 2019. szeptember 15. | Jiangxi Open, Nancsang                            | Kemény     | Peng Suaj                 | Vang Hszin-jü Csu Lin                         | 2–6, 6–7(5)             |
| 9.  | 2020. január 18.     | Moorilla Hobart International, Hobart             | Kemény     | Peng Suaj                 | Nagyija Kicsenok Szánija Mirza                | 4–6, 4–6                |
| 10. | 2021. október 30.    | Courmayeur Ladies Open, Courmayeur                | Kemény (f) | Hozumi Eri                | Vang Hszin-jü Cseng Szaj-szaj                 | 4–6, 6–3, [5–10]        |
| 11. | 2022. április 24.    | Stuttgart Grand Prix, Stuttgart                   | Salak (f)  | Cori Gauff                | Desirae Krawczyk Demi Schuurs                 | 3–6, 4–6                |
| 12. | 2022. június 19.     | Birmingham Classic, Birmingham                    | Fű         | Elise Mertens             | Ljudmila Kicsenok Jeļena Ostapenko            | játék nélkül            |
| 13. | 2022. július 10.     | Wimbledoni teniszbajnokság, London                | Fű         | Elise Mertens             | Barbora Krejčíková Kateřina Siniaková         | 2–6, 4–6                |
| 14. | 2024. június 23.     | Birmingham Classic, Birmingham                    | Fű         | Kató Miju                 | Hszie Su-vej Elise Mertens                    | 1–6, 3–6                |
| 15. | 2024. szeptember 5.  | US Open, New York                                 | Kemény     | Kristina Mladenovic       | Ljudmila Kicsenok Jeļena Ostapenko            | 4–6, 3–6                |
| 16. | 2024. szeptember 22. | Korea Open, Szöul                                 | Kemény     | Kato Miju                 | Nicole Melichar-Martinez Ljudmila Szamszonova | 1–6, 0–6                |
| 17. | 2025. február 8.     | Abu Dhabi Open, Abu-Dzabi                         | Kemény     | Kristina Mladenovic       | Jeļena Ostapenko Ellen Perez                  | 2–6, 1–6                |
| 18. | 2025. március 2.     | ATX Open, Austin                                  | Kemény     | McCartney Kessler         | Anna Blinkova Jüan Jüe                        | 6–3, 1–6, [4–10]        |
| 19. | 2025. április 20.    | Stuttgart Open, Stuttgart                         | Salak (f)  | Jekatyerina Alekszandrova | Gabriela Dabrowski Erin Routliffe             | 3–6, 3–6                |

## WTA 125K döntői: 10 (4–6)

### Egyéni: 6 (2–4)
| Eredmény | No. | Dátum                | Torna                      | Borítás    | Ellenfél a döntőben | Eredmény         |
| -------- | --- | -------------------- | -------------------------- | ---------- | ------------------- | ---------------- |
| Döntős   | 1.  | 2013. szeptember 27. | Ningbo, Kína               | Kemény     | Bojana Jovanovski   | 7–6(7), 4–6, 1–6 |
| Győztes  | 1.  | 2013. november 22.   | Nanking, Kína              | Kemény     | Morita Ajumi        | 6–4, feladta     |
| Döntős   | 2.  | 2016. november 27.   | Honolulu, Egyesült Államok | Kemény     | Catherine Bellis    | 4–6, 2–6         |
| Győztes  | 2.  | 2017. november 26.   | Honolulu, Egyesült Államok | Kemény     | Jang Su-jeong       | 0–6, 6–2, 6–3    |
| Döntős   | 3.  | 2019. április 28.    | Anning, Kína               | Salak      | Cseng Szaj-szaj     | 4–6, 1–6         |
| Döntős   | 4.  | 2021. december 12.   | Angers, Franciaország      | Kemény (f) | Vitalija Gyjacsenko | 0–6, 4–6         |

### Páros: 4 (2–2)
| Eredmény | No. | Dátum                | Torna                        | Borítás    | Partner            | Ellenfelek a döntőben                   | Eredmény         |
| -------- | --- | -------------------- | ---------------------------- | ---------- | ------------------ | --------------------------------------- | ---------------- |
| Győztes  | 1.  | 2013. szeptember 27. | Ningbo, Kína                 | Kemény     | Csan Yung-zsan     | Irina Burjacsok Okszana Kalasnikova     | 6–2, 6–1         |
| Döntős   | 1.  | 2013. november 3.    | Nanking, Kína                | Kemény     | Jaroszlava Svedova | Doi Miszaki Hszü Ji-fan                 | 1–6, 4–6         |
| Győztes  | 2.  | 2022. december 11.   | Angers, Franciaország        | Kemény (f) | Alycia Parks       | Miriam Kolodziejová Markéta Vondroušová | 6–2, 6–2         |
| Döntős   | 2.  | 2024. július 14.     | Contrexéville, Franciaország | Salak      | Vu Fang-hszien     | Okszana Kalasnikova Irina Simanovics    | 7–5, 3–6, [7–10] |

## ITF döntői

### Egyéni (23–9)
| $100,000 torna       |
| $75,000/80,000 torna |
| $50,000/60,000 torna |
| $25,000 torna        |
| $10,000 torna        |

| Eredmény | No. | Dátum                | Torna                             | Borítás | Ellenfél              | Eredmény         |
| -------- | --- | -------------------- | --------------------------------- | ------- | --------------------- | ---------------- |
| Győztes  | 1.  | 2006. február 19.    | Sencsen, Kína                     | Kemény  | Csi Csun-mej          | 6–1, 2–6, 6–1    |
| Győztes  | 2.  | 2006. február 26.    | Sencsen, Kína                     | Kemény  | Csen Jen-csung        | 6–4, 6–2         |
| Győztes  | 3.  | 2006. június 4.      | Tiencsin, Kína                    | Kemény  | Hszie Jen-cö          | 6–3, 3–6, 6–0    |
| Döntős   | 1.  | 2006. június 25.     | Cshangvon, Dél-Korea              | Kemény  | Csen Jen-csung        | 6–3, 6–3         |
| Döntős   | 2.  | 2006. július 23.     | Csungking, Kína                   | Kemény  | Jelena Csalova        | 6–3, 3–6, 6–0    |
| Győztes  | 4.  | 2006. augusztus 27.  | Nanking, Kína                     | Kemény  | Hszie Jen-cö          | 6–3, 1–6, 6–4    |
| Győztes  | 5.  | 2007. május 6.       | Csengtu, Kína                     | Kemény  | Zsen Csing            | 6–2, 6–7(5), 6–0 |
| Győztes  | 6.  | 2007. május 13.      | Csengtu, Kína                     | Kemény  | Hszü Ji-fan           | 6–2, 6–3         |
| Győztes  | 7.  | 2007. június 10.     | Csangsa, Kína                     | Kemény  | Regina Kulikova       | 6–3, 6–4         |
| Győztes  | 8.  | 2007. június 17.     | Kanton, Kína                      | Kemény  | Regina Kulikova       | 6–3, 6–1         |
| Döntős   | 3.  | 2007. július 1.      | Noto, Japán                       | Szőnyeg | Regina Kulikova       | 7–5, 6–1         |
| Győztes  | 9.  | 2007. július 8.      | Nagoja, Japán                     | Kemény  | Regina Kulikova       | 6–3, 6–1         |
| Döntős   | 4.  | 2007. július 15.     | Mijazaki, Japán                   | Szőnyeg | Namigata Dzsunri      | 6–4, 6–2         |
| Győztes  | 10. | 2009. március 8.     | Lyon, Franciaország               | Kemény  | Claire Feuerstein     | 1–6, 6–1, 6–3    |
| Győztes  | 11. | 2009. május 24.      | Nagano, Japán                     | Carpet  | Nikola Hofmanova      | 5–7, 6–2, 6–3    |
| Győztes  | 12. | 2007. július 5.      | Hsziamen, Kína                    | Kemény  | Tuan Jing-jing        | 6–2, 6–1         |
| Győztes  | 13. | 2010. március 7.     | Hammond, Egyesült Államok         | Kemény  | Jamie Hampton         | 6–2, 6–1         |
| Döntős   | 5.  | 2010. március 14.    | Clearwater, Egyesült Államok      | Kemény  | Johanna Larsson       | 7–6(4), 6–0      |
| Döntős   | 6.  | 2010. május 16.      | Saint-Gaudens, Franciaország      | Salak   | Kaia Kanepi           | 6–2, 7–5         |
| Győztes  | 14. | 2010. június 6.      | Maribor, Szlovénia                | Salak   | Laura Pous Tió        | 6–3, 3–6, 6–3    |
| Döntős   | 7.  | 2010. augusztus 8.   | Peking, Kína                      | Kemény  | Namigata Dzsunri      | 7–6(3), 6–2      |
| Döntős   | 8.  | 2012. szeptember 15. | Ningbo, Kína                      | Kemény  | Hszie Su-vej          | 6–2,6–2          |
| Döntős   | 9.  | 2013. április 21.    | Dothan, Egyesült Államok          | Salak   | Ajla Tomljanović      | 2–6, 6–4, 6–3    |
| Győztes  | 15. | 2013. július 14.     | Peking, Kína                      | Kemény  | Csou Ji-miao          | 6–2, 6–1         |
| Győztes  | 16. | 2015. november 22.   | Tokió, Japán                      | Kemény  | Hibino Nao            | 6–4, 6–1         |
| Győztes  | 17. | 2016. február 28.    | Rancho Santa Fe, Egyesült Államok | Kemény  | Vania King            | 1–6, 7–5, 6–4    |
| Győztes  | 18. | 2016. november 13.   | Tokió, Japán                      | Kemény  | Gálfi Dalma           | 4–6, 7–6(2), 6–2 |
| Győztes  | 19. | 2017. július 17.     | Asztana, Kazahsztán               | Kemény  | Ysaline Bonaventure   | 6–3, 6–4         |
| Győztes  | 20. | 2017. november 11.   | Tokió, Japán                      | Kemény  | Mihaela Buzărnescu    | 6–4, 6–0         |
| Győztes  | 21. | 2019. november 19.   | Tokió, Japán                      | Kemény  | Jasmine Paulini       | 6–3, 7–5         |
| Győztes  | 22. | 2025. május 3.       | Gifu, Japán                       | Kemény  | Mananchaya Sawangkaew | 6–3, 6–4         |
| Győztes  | 23. | 2025. július 20.     | Nottingham, Egyesült Királyság    | Kemény  | Harmony Tan           | 6–4, 6–2         |

### Páros (8–4)
| $100,000 torna (0–0) |
| $75,000 torna (2–0)  |
| $50,000 torna (1–1)  |
| $25,000 torna (5–1)  |
| $10,000 torna (0–2)  |

| Eredmény | No. | Dátum              | Torna                       | Borítás | Partner       | Ellenfél                              | Eredmény             |
| -------- | --- | ------------------ | --------------------------- | ------- | ------------- | ------------------------------------- | -------------------- |
| Győztes  | 1.  | 2006. július 16.   | Csungking, Kína             | Kemény  | Zsen Csie     | Csi Csun-mej Szun Seng-nan            | 6–4, 6–3             |
| Győztes  | 2.  | 2006. július 26.   | Csengtu, Kína               | Kemény  | Zsen Csie     | Hszia Huan Hszü Ji-fan                | 6–4, 6–2             |
| Győztes  | 3.  | 2007. július 10.   | Mijazaki, Japan             | Szőnyeg | Csao Ji-csing | Hamamura Nacumi Maekava Ajaka         | 6–4, 6–4             |
| Döntős   | 1.  | 2007. november 5.  | Tajcsou, (Csöcsiang), Kína  | Kemény  | Zsen Csie     | Csi Csun-mej Szun Seng-nan            | 7–6(5), 1–6, [13–11] |
| Döntős   | 2.  | 2009. február 9.   | Csiangmen, Kína             | Kemény  | Hszie Jen-cö  | Hao Csie Kao Sao-jüan                 | 6–0, 7–5             |
| Döntős   | 3.  | 2009. március 2.   | Lyon, Franciaország         | Kemény  | Pemra Özgen   | Lu Csing-csing Szun Seng-nan          | 6–4, 7–5             |
| Győztes  | 4.  | 2009. március 16.  | Tenerife, Spanyolország     | Kemény  | Szun Seng-nan | Paula Fondevila Castro Laura Thorpe   | 6–1, 6–2             |
| Győztes  | 5.  | 2009. június 1.    | Komoro, Japán               | Salak   | Hszü Ji-fan   | Oka Ajumi Varatchaya Wongteanchai     | 6–1, 6–2             |
| Győztes  | 6.  | 2010. augusztus 2. | Peking, Kína                | Kemény  | Szun Seng-nan | Csi Csun-mej Liu Van-ting             | 4–6, 6–2, 6–4        |
| Győztes  | 7.  | 2011. május 30.    | Nottingham, Nagy-Britannia  | Fű      | Date Kimiko   | Raquel Kops-Jones Abigail Spears      | 6–4, 7–6(7)          |
| Győztes  | 8.  | 2011. október 31.  | Grapevine, Egyesült Államok | Kemény  | Jamie Hampton | Lindsay Lee-Waters Megan Moulton-Levy | 6–4, 6–0             |
| Döntős   | 4.  | 2012. január 8.    | Csüancsou, Kína             | Kemény  | Date Kimiko   | Csan Hao-csing Fudzsivara Rika        | 6–4, 4–6, [7–10]     |

## Eredményei Grand Slam-tornákon

### Egyéniben
| Grand Slam | Australian Open | Australian Open    | Roland Garros  | Roland Garros       | Wimbledon      | Wimbledon         | US Open        | US Open             |
| Év         | Eredmény        | Utolsó ellenfél    | Eredmény       | Utolsó ellenfél     | Eredmény       | Utolsó ellenfél   | Eredmény       | Utolsó ellenfél     |
| 2007       | Selejtező (Q1)  | Selejtező (Q1)     | −              | −                   | −              | −                 | Selejtező (Q2) | Selejtező (Q2)      |
| 2008       | Selejtező (Q3)  | Selejtező (Q3)     | Selejtező (Q2) | Selejtező (Q2)      | −              | −                 | 1. kör         | Sz Kuznyecova       |
| 2009       | −               | −                  | −              | −                   | −              | −                 | Selejtező (Q2) | Selejtező (Q2)      |
| 2010       | Selejtező (Q1)  | Selejtező (Q1)     | 1. kör         | Nagyja Petrova      | Selejtező (Q2) | Selejtező (Q2)    | Selejtező (Q2) | Selejtező (Q2)      |
| 2011       | 1. kör          | Lucie Šafářová     | 1. kör         | Daniela Hantuchová  | 1. kör         | Sz Kuznyecova     | 1. kör         | Dominika Cibulková  |
| 2012       | 1. kör          | Aleksandra Wozniak | 1. kör         | Angelique Kerber    | Selejtező (Q2) | Selejtező (Q2)    | Selejtező (Q3) | Selejtező (Q3)      |
| 2013       | −               | −                  | −              | −                   | −              | −                 | Selejtező (Q2) | Selejtező (Q2)      |
| 2014       | 1. kör          | Mona Barthel       | 1. kör         | Agnieszka Radwańska | 1. kör         | C Suárez Navarro  | 1. kör         | Mona Barthel        |
| 2015       | 1. kör          | Alizé Cornet       | 1. kör         | Karolína Plíšková   | Selejtező (Q3) | Selejtező (Q3)    | Selejtező (Q2) | Selejtező (Q2)      |
| 2016       | Negyeddöntő     | Konta Johanna      | 2. kör         | Samantha Stosur     | 1. kör         | C Suárez Navarro  | 3. kör         | J Svedova           |
| 2017       | 2. kör          | Alison Riske       | 3. kör         | Sz Kuznyecova       | 1. kör         | Viktorija Golubic | 3. kör         | Karolína Plíšková   |
| 2018       | 2. kör          | Denisa Allertová   | 2. kör         | I-C Begu            | 1. kör         | Andrea Petković   | 1. kör         | Garbiñe Muguruza    |
| 2019       | 3. kör          | Elina Szvitolina   | 2. kör         | Kaia Kanepi         | Negyeddöntő    | Simona Halep      | 3. kör         | Konta Johanna       |
| 2020       | 3. kör          | Sofia Kenin        | 4. kör         | Petra Kvitová       | elmaradt       | elmaradt          | 1. kör         | Ysaline Bonaventure |
| 2021       | 1. kör          | Ann Li             | 1. kör         | Varvara Lepchenko   | 1. kör         | Karolína Muchová  | 2. kör         | Emma Raducanu       |
| 2022       | 3. kör          | Elise Mertens      | 1. kör         | Camila Giorgi       | 3. kör         | Caroline Garcia   | 4. kör         | Cori Gauff          |
| 2023       | 4. kör          | Karolína Plíšková  | 1. kör         | Magdalena Fręch     | 1. kör         | Donna Vekić       | –              | –                   |
| 2024       | –               | –                  | –              | –                   | 1. kör         | Darja Kaszatkina  | 1. kör         | Ashlyn Krueger      |
| 2025       | 2. kör          | Julija Putyinceva  | Selejtező (Q2) | Selejtező (Q2)      | 1. kör         | Olga Danilović    |                |                     |

### Párosban
| Grand Slam | Australian Open                 | Australian Open                    | Roland Garros               | Roland Garros                         | Wimbledon                  | Wimbledon                             | US Open                       | US Open                            |
| Év         | Eredmény Partner                | Utolsó ellenfél                    | Eredmény Partner            | Utolsó ellenfél                       | Eredmény Partner           | Utolsó ellenfél                       | Eredmény Partner              | Utolsó ellenfél                    |
| 2010       | –                               | –                                  | –                           | –                                     | 2. kör Kaia Kanepi         | Hszie Su-vej A Kudrjavceva            | –                             | –                                  |
| 2011       | 2. kör Date Kimiko              | Sahar Peér Peng Suaj               | 2. kör Date Kimiko          | Casey Dellacqua Rennae Stubbs         | 3. kör Date Kimiko         | Peng Suaj Cseng Csie                  | 2. kör Anastasija Sevastova   | Sara Errani Roberta Vinci          |
| 2012       | 1. kör Date Kimiko              | Hszie Su-vej J Svedova             | 3. kör Kaia Kanepi          | Jarmila Gajdošová Anastasia Rodionova | 1. kör A Panova            | Natalie Grandin Vladimíra Uhlířová    | Negyeddöntő Csuang Csia-zsung | Hszie Su-vej A Medina Garrigues    |
| 2013       | –                               | –                                  | 3. kör Cseng Csie           | Andrea Hlaváčková Lucie Hradecká      | 2. kör M Moulton-Levy      | Ashleigh Barty Casey Dellacqua        | 1. kör J Svedova              | A Kudrjavceva Anastasia Rodionova  |
| 2014       | 1. kör Date Kimiko              | A. Hlaváčková L. Šafářová          | 1. kör Ajla Tomljanović     | Gabriela Dabrowski Alicja Rosolska    | 1. kör Yanina Wickmayer    | A. Kudrjavceva A. Rodionova           | –                             | –                                  |
| 2015       | 1. kör Csuang Csia-zsung        | Daniela Hantuchová Karin Knapp     | –                           | –                                     | 1. kör Vang Ja-fan         | Lauren Davis Nara Kurumi              | –                             | –                                  |
| 2016       | 1. kör Zarina Diyas             | M Gaszparjan A Panova              | 1. kör Samantha Stosur      | J. Makarova J. Vesznyina              | 2. kör Peng Suaj           | Caroline Garcia Kristina Mladenovic   | 2. kör Samantha Stosur        | J. Makarova J. Vesznyina           |
| 2017       | 2. kör Samantha Stosur          | Szánija Mirza Barbora Strýcová     | 1. kör Samantha Stosur      | Gabriela Dabrowski Hszü Ji-fan        | 1. kör Ószaka Naomi        | Kirsten Flipkens Szánija Mirza        | Negyeddöntő Csan Hao-csing    | Csan Jung-zsan Martina Hingis      |
| 2018       | –                               | –                                  | 1. kör Ajla Tomljanović     | Babos Tímea Kristina Mladenovic       | 1. kör Liang Csen          | Xenia Knoll Anna Smith                | Elődöntő Samantha Stosur      | Babos Tímea Kristina Mladenovic    |
| 2019       | Győztes Samantha Stosur         | Babos Tímea Kristina Mladenovic    | Negyeddöntő Samantha Stosur | Babos Tímea Kristina Mladenovic       | 2. kör Samantha Stosur     | Danielle Collins B Mattek-Sands       | 1. kör Samantha Stosur        | Danielle Collins Ellen Perez       |
| 2020       | 1. kör Peng Suaj                | V Kugyermetova Alison Riske        | 3. kör V Kugyermetova       | Sofia Kenin B Mattek-Sands            | elmaradt                   | elmaradt                              | 1. kör B Mattek-Sands         | Asia Muhammad Taylor Townsend      |
| 2021       | 1. kör Samantha Stosur          | Leylah Fernandez Heather Watson    | 2. kör Hszü Ji-fan          | Karolína Plíšková Kristýna Plíšková   | 1. kör Kaia Kanepi         | Harriet Dart Heather Watson           | Győztes Samantha Stosur       | Cori Gauff Catherine McNally       |
| 2022       | 2. kör Samantha Stosur          | Magda Linette Bernarda Pera        | 3. kör Catherine McNally    | Marta Kosztyuk E-G Ruse               | Döntő Elise Mertens        | Barbora Krejčíková Kateřina Siniaková | 3. kör Marta Kosztyuk         | Desirae Krawczyk Demi Schuurs      |
| 2023       | 2. kör B Haddad Maia            | M Kolodziejová Markéta Vondroušová | 2. kör Kristina Mladenovic  | Hszie Su-vej Vang Hszin-jü            | Elődöntő Caroline Dolehide | Storm Hunter Elise Mertens            | –                             | –                                  |
| 2024       | –                               | –                                  | 1. kör Peyton Stearns       | Emma Navarro Gyiana Snajgyer          | 2. kör Kató Miju           | Sofia Kenin B Mattek-Sands            | Döntő Kristina Mladenovic     | Ljudmila Kicsenok Jeļena Ostapenko |
| 2025       | Negyeddöntő Kristina Mladenovic | Kateřina Siniaková Taylor Townsend | 1. kör Olivia Gadecki       | Kateřina Siniaková Taylor Townsend    | 3. kör J Alekszandrova     | Hszie Su-vej Jeļena Ostapenko         |                               |                                    |

## Év végi világranglista-helyezései
| Év     | 2004 | 2005 | 2006 | 2007 | 2008 | 2009 | 2010 | 2011 | 2012 | 2013 | 2014 | 2015 | 2016 | 2017 | 2018 | 2019 | 2020 | 2021 | 2022 | 2023 | 2024 |
| Egyéni | 901. | 648. | 200. | 155. | 212. | 151. | 91.  | 126. | 122. | 51.  | 62.  | 186. | 23.  | 36.  | 35.  | 46.  | 35.  | 63.  | 24.  | 208. | 219. |
| Páros  |      | 555. | 257. | 246. | 140. | 270. | 158. | 49.  | 34.  | 57.  | 63.  | 447. | 238. | 64.  | 33.  | 10.  | 27.  | 8.   | 25.  | 34.  | 27.  |